# برنامج رسم رقمي

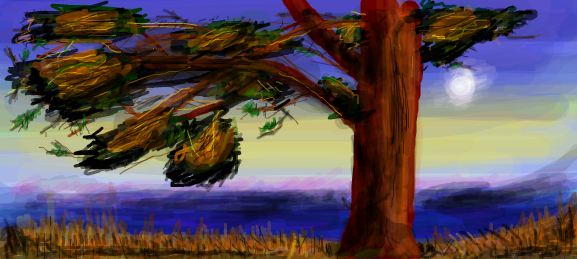
رسمة رقمية تصور شجرة في الخريف رسمت باستخدام تطبيق Fbacebook من غرافيتي (graffiti)

الرسم الحاسوبي أو الرسم الرقمي هو استخدام الأدوات الرقمية لإنتاج الصور بتدخل مباشر من الفنان، عادة من خلال جهاز تأشير مثل لوح رقمي أو الماوس. وهو يختلف عن البرامج التي تتخلق عمل فني عن طريق الكمبيوتر باستخدام النماذج الرياضية التي ينشاؤها الفنان. وهي أيضا متميزة عن البرامج التي تسمح با التلاعب الرقمي للصور في أنها تعطي الفرصة للفنان بأن يرسم رسما أصلياً «من الصفر». 

## أجهزة التأشير
الفئران الحاسوبية ليست دقيقة جدا للرسم، لذلك تستعمل اللوحات الرسومية للرسم لما لها دقة هامة لرسم الصور الرقمية وتتيح للمصور دقة كبرى في الرسم. مما تسمح بانشاء رسومات خطوطها تماثل خطوط الرسم اليدوي المصنوعة من قبل يد الإنسان. بالإضافة إلى المرونة في الحركة، فإن معايير الصناعة الرقمية للوحات الرسم يمكن أن تجعلها حساسة للضغط سطح اللوحة تماما مثلما يمكن أن يقم به الفنان باستعمال أقلام الرسم. ومما يتيح له القدرة لجعل العلامات والخطوط تختلف من ناحية المظهر بين خافت وجريء ورقيق وواسع. هذه الاختلافات تتيح تقليد الأقلام الرطبة والجافة المستعملة في الوسائط الفنية. بالعادة، يتطلب استعمال لوحات الرسم التدرب والممارسة لمدة اسبوع قبل أن يصل الفنان إلى درجة الشعور الطبيعي للرسم. أماكن الرسم على الصورة نفسها.

## برامج الرسم

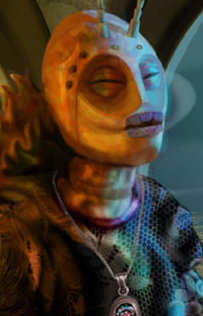
مثال للرسم النقطي التقليدي المستعمل في برنامج فوتوشوب. لاحظ غموض الحواف حين يتم الانتقال بين الألوان والتي هي ميزة نموذجية لبرنامج الرسم.

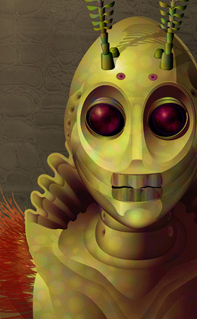
مثال للرسم المتجهي المستخدم برنامج إلاسترايتور. لاحظ دقة حواف الأشكال وحتى عرض الخطوط التي هي نموذجية من برنامج رسم.

هناك نوعان رئيسيان من الأدوات المستخدمة في الرسم الرقمي: الرسم النقطي (المعروف أيضا باسم «النقطية») والرسم المتجهي. بالعادة، تسمى برامج الرسم النقطي ببرامج «التلوين» البرامج، في حين تسمى برامج الرسم المتجهي ببرامج «الرسم». وهناك فروق بين النوعين تظهر في الصور التي تم إنشاؤها في كل نوع من البرنامج.
مع النقطية، يتم تخزين المحتوى رقميا ثابتة في الصفوف والأعمدة من وحدات البكسل التي يمكن إنشاؤها في طبقات منفصلة مما يعطي الفنان أكثر سهولة للتلاعب في أجزاء مختلفة من الصورة. فكل صورة نقطية تحتوي على معلومات داخل كل بكسل حول اللون، الإنارة (الإضاءة) والتشبع (كثافة اللون). عندما يتحرك المؤشر على مساحة الصورة، تصطبغ كل بكسل بألوان جديدة وقيم تطبيقية أساسية. تسهل أدوات الرسم بإنشاء صور «مهزوة»، بما في ذلك آثار للظلال الناعمة، والقوام مثل الفرو والمخمل والحجر والجلد، وتستخدم بشكل كبير في إعادة لمس الصور.
يتم حفظ المعلومات في الأدوات القائمة على الرسم المتجهي،  رقميا حسب بشكل صيغ الرياضية مستقلة والتي تصف الخطوط (المسارات المفتوحة) والأشكال (المسارات المغلقة)، وألوان التعبئة، وضربات الخطوط، والتدرجات. يتم بناءمسارات المتجهات من نقاط الربط ومسار الشرائح باستخدام جهاز التأشير إلى النقر ثم السحب.
هناك برامج هجينة تتيح استعمال الرسم النقطي إلى جانب الرسم المتجهي في نفس الرسمة. 

## كككك
- فن رسم البرمجيات
- التصميم الجرافيكي
- برامج الرسومات
- الرسام من مايكروسوفت